# C/2013 H2 (Boattini)
C/2013 H2 (Boattini) — одна з гіперболічних комет. Ця комета була відкрита 22 квітня 2013 року; вона мала 17.6m на час відкриття.